# Dendrobium arfakense
Dendrobium arfakense är en orkidéart som beskrevs av Johannes Jacobus Smith. Dendrobium arfakense ingår i släktet Dendrobium, och familjen orkidéer. Inga underarter finns listade i Catalogue of Life.